# Saint-Léon (Allier)
Saint-Léon és un municipi francès, situat al departament de l'Alier i a la regió d'Alvèrnia-Roine-Alps. L'any 2007 tenia 607 habitants.

## Demografia

### Població
El 2007 la població de fet de Saint-Léon era de 607 persones. Hi havia 284 famílies de les quals 84 eren unipersonals (40 homes vivint sols i 44 dones vivint soles), 128 parelles sense fills, 64 parelles amb fills i 8 famílies monoparentals amb fills.
La població ha evolucionat segons el següent gràfic:
Habitants censats

### Habitatges
El 2007 hi havia 380 habitatges, 286 eren l'habitatge principal de la família, 50 eren segones residències i 44 estaven desocupats. 372 eren cases i 7 eren apartaments. Dels 286 habitatges principals, 198 estaven ocupats pels seus propietaris, 78 estaven llogats i ocupats pels llogaters i 10 estaven cedits a títol gratuït; 2 tenien una cambra, 18 en tenien dues, 61 en tenien tres, 95 en tenien quatre i 110 en tenien cinc o més. 238 habitatges disposaven pel capbaix d'una plaça de pàrquing. A 134 habitatges hi havia un automòbil i a 115 n'hi havia dos o més.

### Piràmide de població
La piràmide de població per edats i sexe el 2009 era:
| Homes | Edats   | Dones |
| ----- | ------- | ----- |
| 0     | 95 o +  | 0     |
| 4     | 90 a 94 | 12    |
| 4     | 85 a 89 | 4     |
| 4     | 80 a 84 | 4     |
| 12    | 75 a 79 | 28    |
| 24    | 70 a 74 | 20    |
| 24    | 65 a 69 | 16    |
| 28    | 60 a 64 | 28    |
| 20    | 55 a 59 | 24    |
| 40    | 50 a 54 | 32    |
| 20    | 45 a 49 | 20    |
| 28    | 40 a 44 | 28    |
| 12    | 35 a 39 | 24    |
| 24    | 30 a 34 | 12    |
| 24    | 25 a 29 | 8     |
| 16    | 20 a 24 | 12    |
| 28    | 15 a 19 | 20    |
| 4     | 10 a 14 | 16    |
| 24    | 5 a 9   | 16    |
| 12    | 0 a 4   | 8     |

## Economia
El 2007 la població en edat de treballar era de 344 persones, 252 eren actives i 92 eren inactives. De les 252 persones actives 230 estaven ocupades (126 homes i 104 dones) i 22 estaven aturades (6 homes i 16 dones). De les 92 persones inactives 46 estaven jubilades, 13 estaven estudiant i 33 estaven classificades com a «altres inactius».

### Ingressos
El 2009 a Saint-Léon hi havia 285 unitats fiscals que integraven 646 persones, la mediana anual d'ingressos fiscals per persona era de 13.679,5 €.

### Activitats econòmiques
Dels 30 establiments que hi havia el 2007, 1 era d'una empresa extractiva, 1 d'una empresa alimentària, 1 d'una empresa de fabricació d'altres productes industrials, 5 d'empreses de construcció, 4 d'empreses de comerç i reparació d'automòbils, 4 d'empreses d'hostatgeria i restauració, 3 d'empreses financeres, 2 d'empreses immobiliàries, 3 d'empreses de serveis, 2 d'entitats de l'administració pública i 4 d'empreses classificades com a «altres activitats de serveis».
Dels 9 establiments de servei als particulars que hi havia el 2009, 1 era una funerària, 1 paleta, 2 guixaires pintors, 1 fusteria, 1 lampisteria, 1 perruqueria i 2 restaurants.
Dels 2 establiments comercials que hi havia el 2009, 1 era una botiga de menys de 120 m² i 1 una fleca.
L'any 2000 a Saint-Léon hi havia 31 explotacions agrícoles que ocupaven un total de 2.208 hectàrees.

## Equipaments sanitaris i escolars
El 2009 hi havia 1 farmàcia i 1 ambulància.
El 2009 hi havia una escola elemental integrada dins d'un grup escolar amb les comunes properes formant una escola dispersa.

## Poblacions més properes
El següent diagrama mostra les poblacions més properes.